# Canon EOS 1200D
1100D 1300D

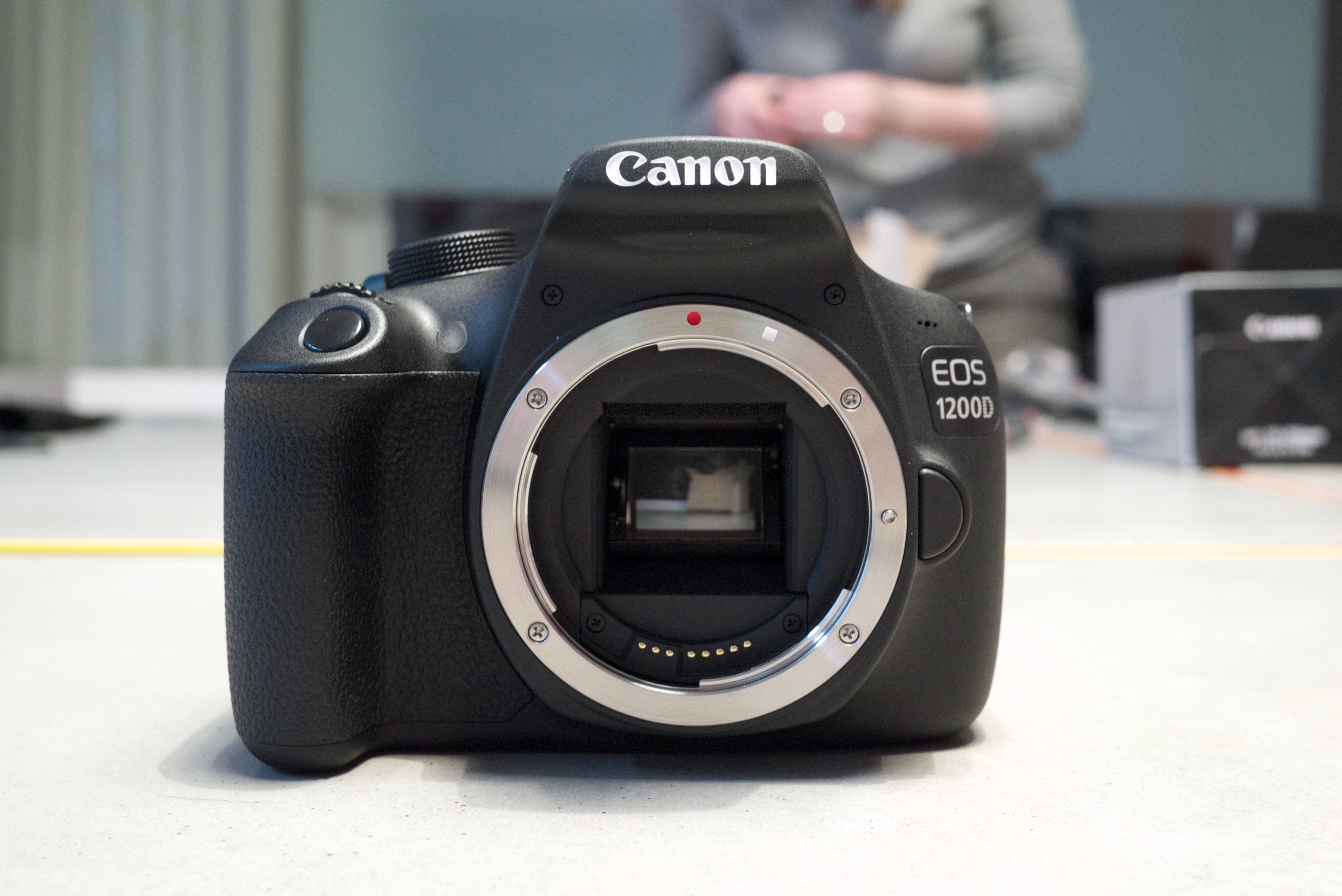
Canon EOS 1200D

Le Canon EOS 1200D, EOS Rebel T5 en Amérique du Nord ou également EOS Kiss X70 au Japon, est un appareil photographique reflex numérique de 18 mégapixels, montant jusqu'à 6400 ISO, annoncé par Canon le 12 février 2014. C'est un appareil reflex numérique d'entrée de gamme qui remplace le 1100D.
Il a reçu le prix EISA (2014-2015).

## Caractéristiques
- Capteur CMOS de 18,7 mégapixels effectifs.
- Processeur d'images DIGIC 4.
- écran arrière LCD 3 pouces (7,5 cm) de 460 000 points.
- Autofocus 9 collimateurs dont 1 croisé au centre.
- Sensibilité ISO 100–6400, 12 800 en mode étendu.
- Objectifs Canon EF/EF-S.
- Formats de fichiers : JPEG, RAW (14-bit CR2).